# Expo 58
Expo 58 was de wereldtentoonstelling van 1958 die werd gehouden in de Belgische hoofdstad Brussel. Ze vond plaats van 17 april tot 19 oktober 1958 op de Heizel. Meer dan 42 miljoen mensen bezochten het evenement dat door koning Boudewijn werd geopend met een oproep tot vrede en sociale en economische vooruitgang.

## Voorgeschiedenis
België had voor de Tweede Wereldoorlog meerdere keren een wereldtentoonstelling georganiseerd en tijdens de wederopbouw ontstonden in 1947, vooral ook vanwege het financiële succes van 1935, nieuwe plannen voor het organiseren van een wereldtentoonstelling. De Belgische regering besloot op 7 mei 1948 tot het organiseren van een wereldtentoonstelling in 1955 op dezelfde plaats, de Heizel, als in 1935. Door het uitbreken van de Koreaanse Oorlog liep de planning echter vertraging op en de regering verschoof de tentoonstelling naar 1958. Het Bureau International des Expositions registreerde de tentoonstelling na de wapenstilstand van de Koreaanse Oorlog in november 1953. 
Het was de 27e universele wereldtentoonstelling en werd geclassificeerd als algemene tentoonstelling van de eerste categorie. Het was de twaalfde als wereldtentoonstelling aangeduide tentoonstelling in België, vijf van deze Belgische expo's zijn echter niet door het BIE erkend en één -Luik 1939- betrof een gespecialiseerde tentoonstelling, waarmee de Expo 58 de zesde officiële universele tentoonstelling in België was. Deze editie was de eerste van de eerste categorie na de Tweede Wereldoorlog. Daardoor stond ze volledig in het teken van het geloof in vrijheid en vooruitgang, dat zo kenmerkend was voor de jaren vijftig en zestig.

## Het park

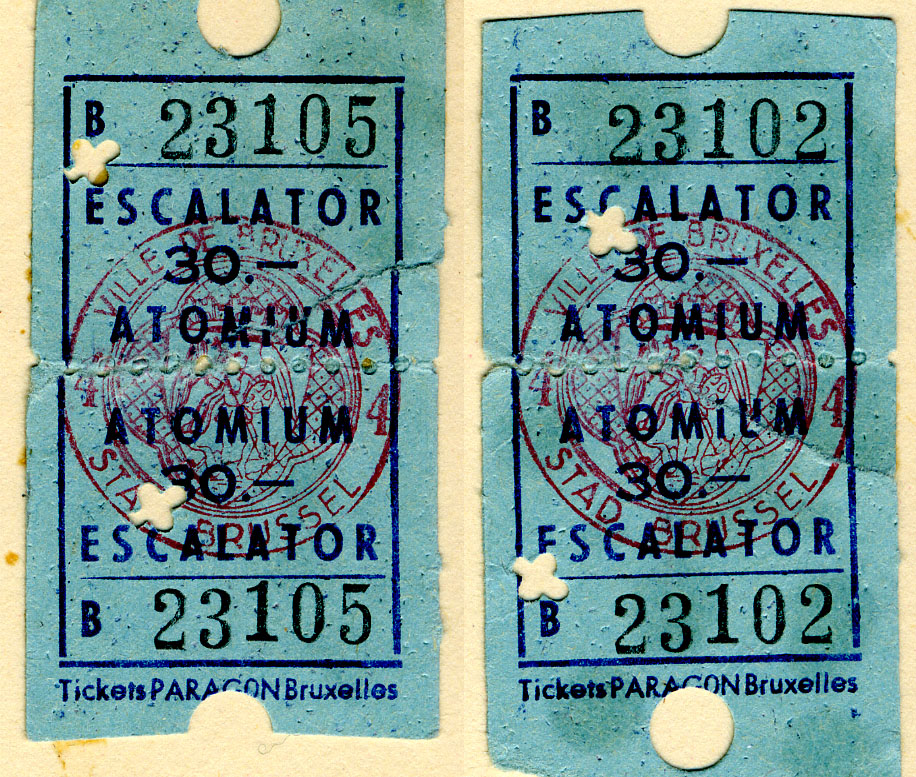
Kaartje voor de roltrap

Het park werd in een recordtempo opgebouwd, door bijna 15.000 arbeiders die in slechts drie jaar een gebied van 2 km² volbouwden op de Heizelvlakte, in het noordwesten van Brussel. 
Atomium
Het terrein was het bekendst om het Atomium, een stalen constructie opgebouwd uit negen gigantische bollen die samen een 165 miljard keer uitvergroot ijzerkristal uitbeelden naar een idee van André Waterkeyn. Het Atomium moest, gezien zijn acrobatische, relatief innovatieve architectuur, de Belgische staalindustrie promoten en vervulde de rol van een centraal uitkijkpunt om het uitgestrekte terrein te overzien.  
Oorspronkelijk was het Atomium bedoeld om slechts gedurende de Expo overeind te blijven, maar het bleek dermate populair dat het nooit is afgebroken. Integendeel, na jaren van verval en politiek getouwtrek over de kosten werd het grondig gerestaureerd en is het sedert februari 2006 weer open voor het publiek. Samen met Manneken Pis en de Grote Markt is het een toeristische trekpleister van formaat voor Brussel. Toeristisch betekent het Atomium voor Brussel wat de Eiffeltoren is voor Parijs. Na afloop van de Expo zijn de meeste paviljoens afgebroken, maar het Atomium en het Amerikaanse paviljoen zijn aan de slopershamer ontkomen. 
Andere
- Een deel van het Nederlands paviljoen, inclusief de standpaal, kwam terecht in Bunde (Limburg) en heeft nu het adres Sint Rochusstraat 16.
- Het Côte d’Or-paviljoen werd na de expo afgebroken en verkocht. Daarna werd het opnieuw opgebouwd langs de A12 te Willebroek en deed het een tijd dienst als baancafé, onder de naam Castel. Later leefde het verder als dancing Carré. Aan de overkant op het grondgebied van Londerzeel vinden we het IBM gebouw terug. Eerst werd het gebruikt als showroom voor graafmachines Verbist en later door baksteenproducent Wienerberger. Het Canadees paviljoen werd ook afgebroken en verkocht, en werd in Genk opnieuw opgebouwd om te dienen als school: het Onze-Lieve-Vrouwlyceum, toen nog enkel voor meisjes.
- Het modernistische Joegoslavische paviljoen van de hand van architect Vjenceslav Richter werd verplaatst naar Wevelgem en is een van de gebouwen van het Sint-Pauluscollege.
- Op het overdekte terras van het Oostenrijkse paviljoen op Expo 58 stond een grote stenen bol. Het object stond symbool voor de mineralen en grondstoffen die het Alpenland rijk was. Na de Expo 58 kreeg de stad Antwerpen de bol cadeau. Hij kreeg een plaats voor het Bouwcentrum aan de Jan Van Rijswijcklaan.

### België

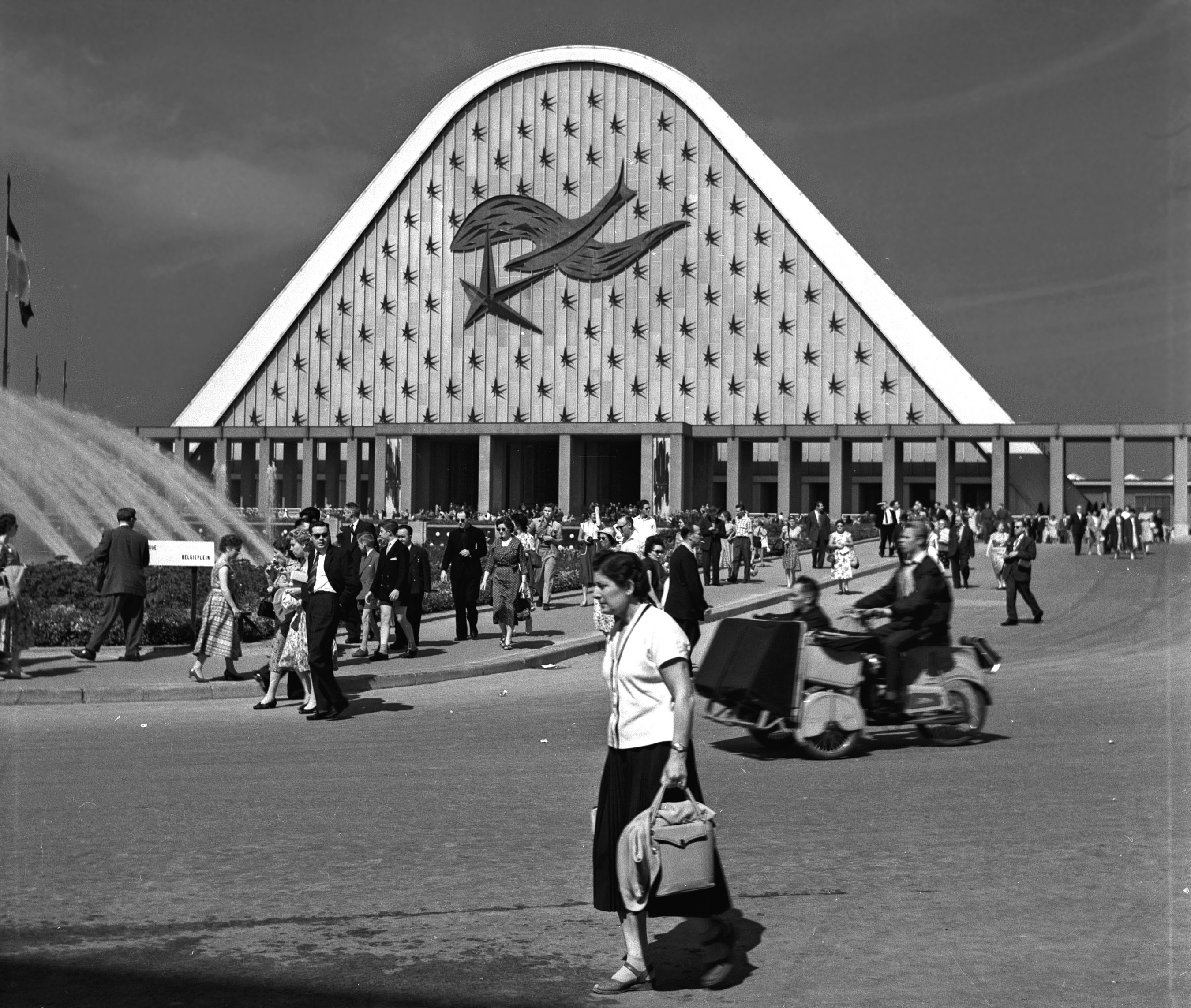
Ontvangsthal van Expo 58

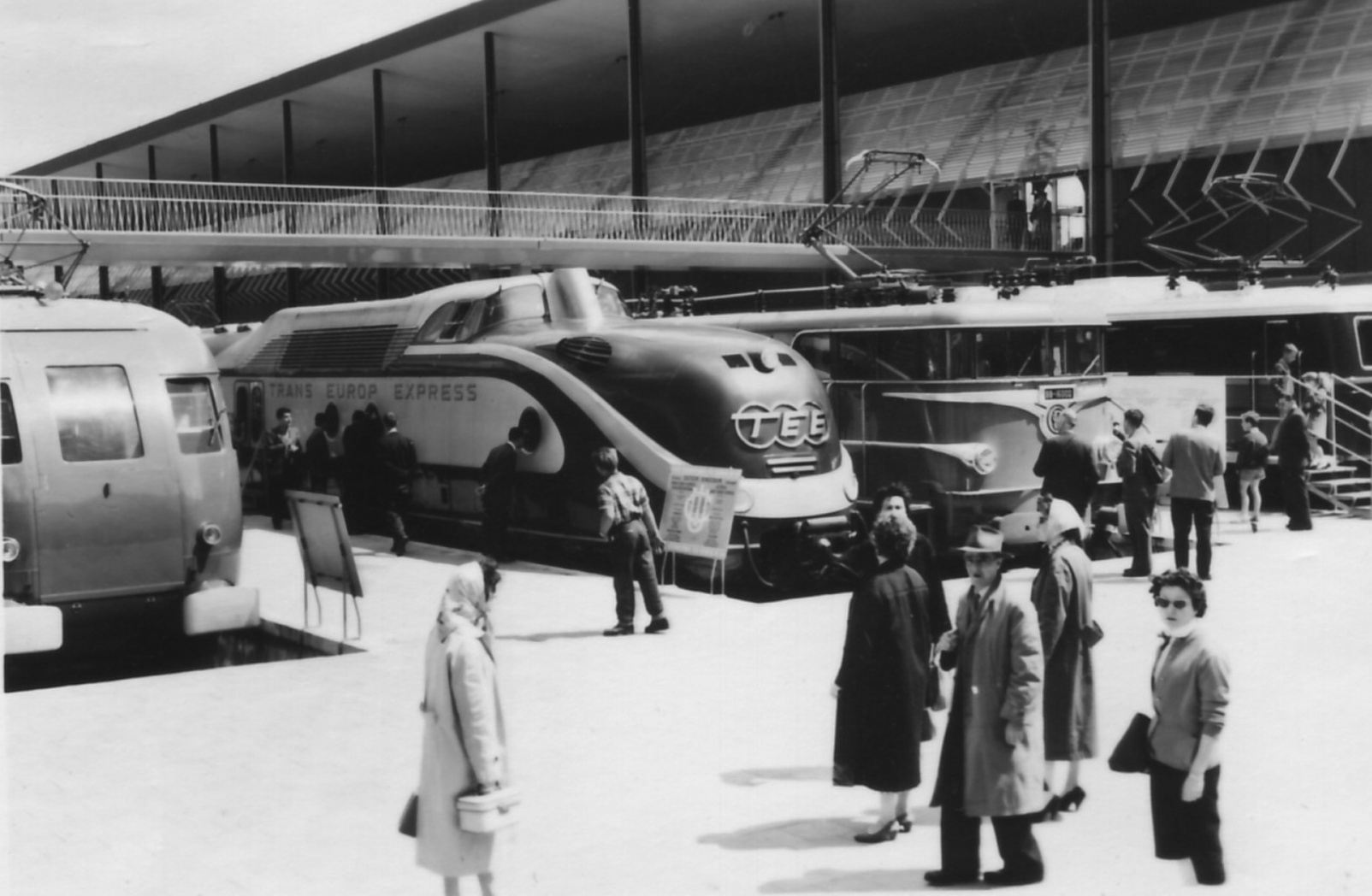
Communicatie en vervoer met de destijds nieuwste treinen

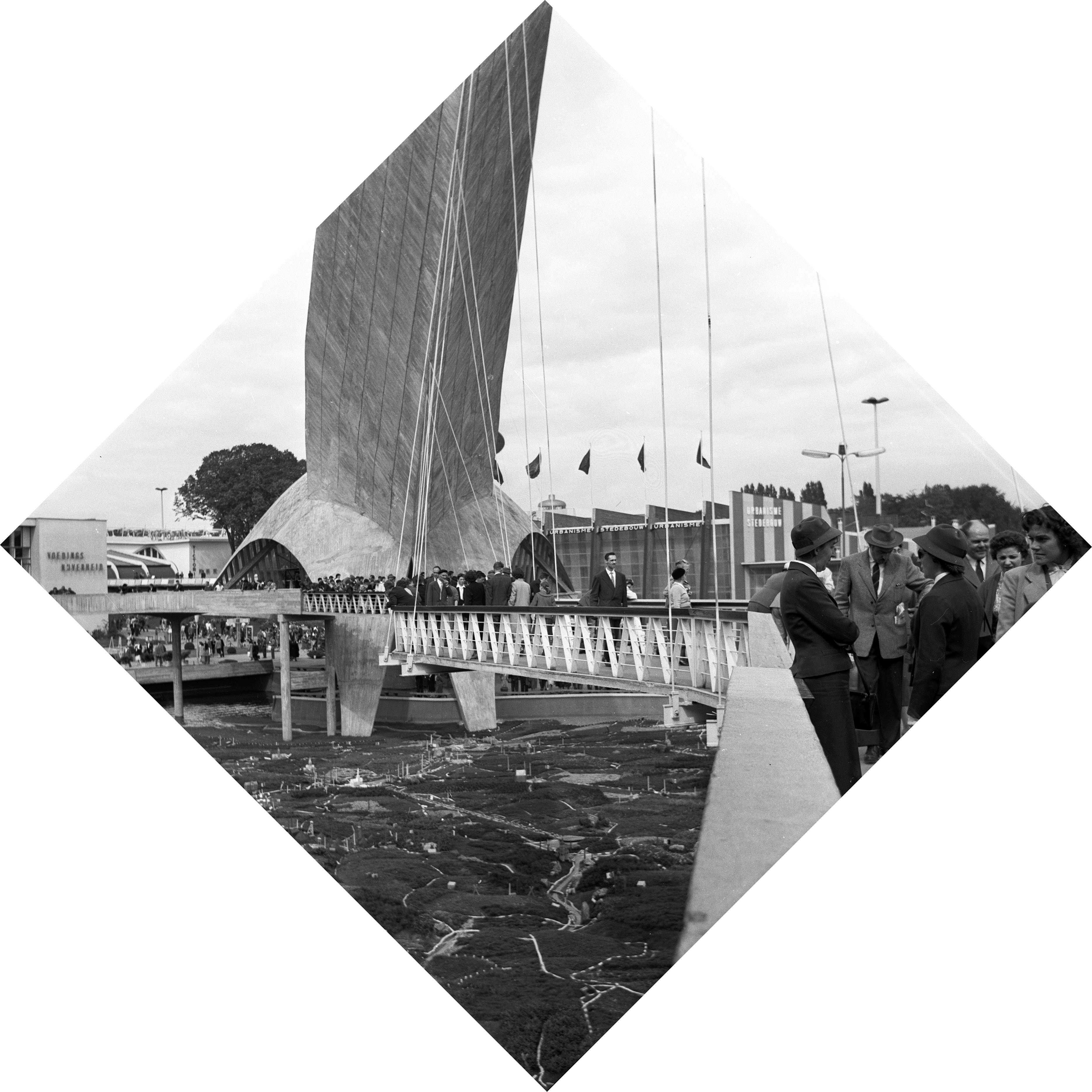
Vanaf een brug hangende onder de pijl van de bouwkunde kijken de bezoekers op de kaart van België met belangrijke Belgische gebouwen

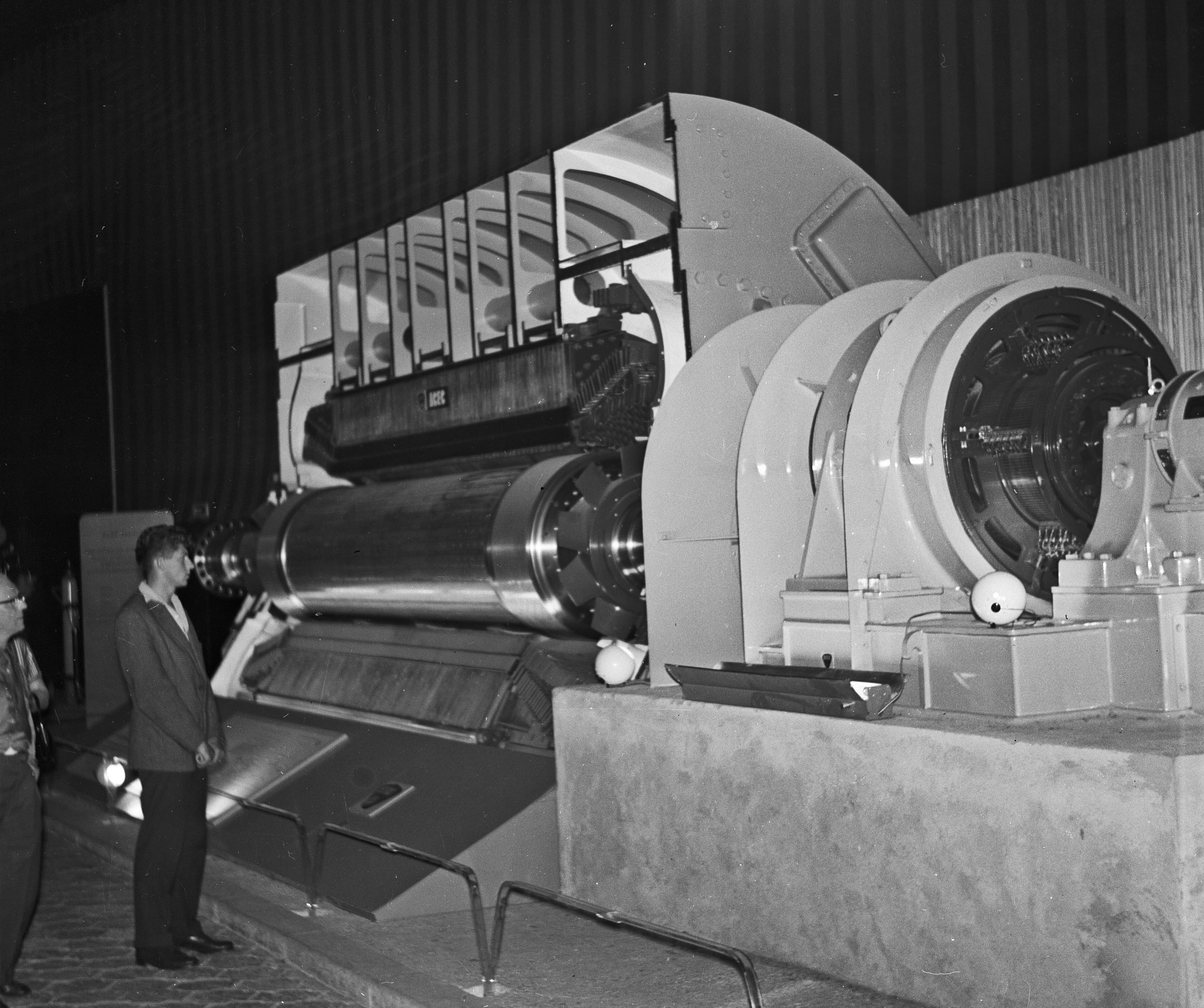
Elektrische energie

De indeling van het terrein was zodanig dat ongeveer de helft, ruwweg het deel ten noorden van het Atomium, werd ingenomen door België zelf. Attracties werden ondergebracht op de plaats van het huidige Kinepolis en de Folklore was te vinden waar nu Mini-Europa gevestigd is.
In het Belgische deel waren negen tentoonstellingen te vinden:
- Wetenschap, Cultuur en Onderwijs
- Energie
- Gebruik van grond en grondstoffen
- Industrie
- Burgerlijke bouwkunde
- Communicatie en vervoer
- Economie
- Ontspanning en gezondheid
- Algemene ontwikkeling van het volk, waaronder godsdienst en kolonisatie

De gevel van de hallen uit 1935 werd aangepast en voorzien van een vredesduif. Een andere constructie was de Pijl van de Burgerlijke Bouwkunde, een enorm betonnen uitsteeksel ontworpen door architect Jean Van Doosselaere en prof. ing. André Paduart. Voor de verfijning van de vormgeving werd een beroep gedaan op de kunstenaar Jacques Moeschal. De pijl werd in 1970 met dynamiet opgeblazen om plaats te maken voor de Trade Markt. Geert Bekaert schreef over de nakende vernieling in november 1969 het volgende: Het is niet nodig dit monument een meesterwerk te vinden om de manier van doen aan te klagen. Hier speelt eenzelfde achteloosheid die ons hele milieu, met al wat het aan waarde bezit, laat ten onder gaan omwille van dringende particuliere interesses. Men geeft geld uit om met beeldjes van niemendal de bruggen van de autostrades te versieren. En als men één beeld van formaat heeft, geeft men geld uit om het te laten afbreken.
Vier paviljoenen waren aan chocolade-industrie gewijd: Meurisse, Victoria (onderneming) (architecten André en Jean Polak), Jacques en Côte d'Or.

### Internationale samenwerking
De internationale organisaties, Verenigde Naties, Raad van Europa, Europese Gemeenschap voor Kolen en Staal en Benelux, waren onder de noemer internationale samenwerking gesitueerd rond het huidige planetarium.

### Koloniën[4]
De koloniale afdeling lag direct ten zuiden van het Atomium, waar nu een voetbalveld en de Primerose tennisclub liggen. In dit deel waren Belgisch-Congo, een kolonie van België, en Ruanda-Urundi, destijds een Belgisch mandaatgebied, ondergebracht. Het had zeven paviljoenen die de technische en menselijke vooruitgang moesten tonen.
Daarnaast was er een tuin met tropische planten waarin een village indigène (inheems dorp) was ondergebracht waar de bezoekers 'primitieve' Congolezen in hun leefomgeving konden bekijken en België zich als beschavingsbrenger kon presenteren, een perspectief dat destijds gebruikelijk was in westerse landen. Honderden, zorgvuldig geselecteerde Congolese évolués waren daartoe overgevlogen naar Brussel. Zij voerden regelmatig vreugdedansen op en beeldden georkestreerde Congolese dorpsscènes uit die allang niet meer bestonden, zo ze ooit bestaan hadden. Ze waren tegelijkertijd gasten, tentoongestelden, journalisten en werknemers.
De Congolezen werden teruggevlogen en de affaire leidde tot discussies in de media. De Standaard vond de gebeurtenissen mensonterend, maar rechtse kringen verontschuldigden het publiek. De Week voor Belgisch Kongo, een orgaan van het ACW schreef dat het moeilijk was om de onwetende, paternalistische massa's op te voeden.
Het verblijf in Europa had een onverwacht effect op de Congolezen. In eigen land gewend aan blanken die hoog in de hiërarchie stonden, werden ze geconfronteerd met Belgen in bescheiden en erbarmelijke omstandigheden.
‘We konden niet geloven dat die mensen ook moesten werken. Het was het land van welzijn, van geluk.’— Ngo Semzara Kabuta, voorzitter van de vakgroep Afrikaanse talen en cultuur aan de Universiteit Gent. Op Expo 58 was hij als Congolees kind lid van het kinderkoor ‘De Troubadours van Koning Boudewijn’.
De Congolezen observeerden het voor hen onbekende moederland van Congo en deden nieuwe inzichten op. Als dansers bleken ze populair te zijn in de discotheken. Ook hadden ze ruimschoots gelegenheid voor onderling contact, wat in Congo praktisch onmogelijk was. Deze situatie was een grote stimulans voor de Congolese onafhankelijkheidsbeweging en binnen twee jaar was Congo vrij van België. Mobutu Sese Seko, als journalist aanwezig op Expo 58, werd de sterke man van Congo na de moord op de eerste premier Patrice Lumumba.

### Buitenlandse deelname

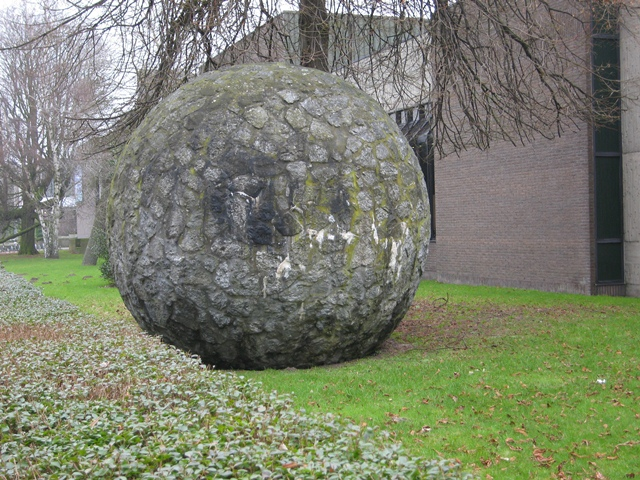
Granieten bol van het Oostenrijkse paviljoen, door Karl Schwanzer, nu in Antwerpen

De paviljoens van andere landen werden ondergebracht op het terrein tussen het Atomium en het Paleis van Laken, het huidige park langs de Dikkelindenlaan en rond de villa Belvedere. Dit was een uitbreiding ten opzichte van het terrein van 1935. Luxemburg en Nederland onder leiding van Siegfried Thomas Bok kregen ieder een terrein langs de Eeuwfeestlaan ter hoogte van de huidige Beneluxfontein. Luxemburg kreeg een stuk grond tussen de Eeuwfeestlaan en de trambaan aan de westkant, Nederland kreeg het terrein aan de oostkant. 
De grote landen, Frankrijk, Sovjet-Unie en de Verenigde Staten kregen alle drie een groot stuk grond bij het Jean Offenbergplein toebedeeld. Canada, Roemenië en Tsjechoslowakije vulden het terrein tussen het Sovjetpaviljoen en het Ossegempark. Bulgarije en Hongarije vulden de driehoek tussen het Amerikaanse en het Sovjetpaviljoen. Noorwegen, Finland, Oostenrijk en Polen vulden het stuk tussen het Ossegempark en het Franse Paviljoen. Het Vaticaan en Italië waren te vinden tussen het Amerikaanse paviljoen en de villa Belvedere. Andere Europese landen waren te vinden ten zuiden van het Franse paviljoen. Israël en het Rode Kruis hadden een paviljoen in het Ossegempark. De Arabische en Aziatische landen moesten het doen met de tuin van Villa Belvedere. Zuid-Amerika was met vier deelnemers helemaal aan de zuidrand van het terrein te vinden. Het paviljoen van de Sovjet-Unie was een van de grootste attracties, aangezien daar een replica van de eerste kunstmatige satelliet, Spoetnik 1, was te vinden, het icoon van het in 1957 begonnen ruimtevaarttijdperk. 
Het Nederlands paviljoen had een golfslagmachine en het meest geaaide geitje ter wereld. Bovendien was daar het paviljoen van Philips, een futuristisch bouwwerk van Le Corbusier en Iannis Xenakis, waarin het multimediaspektakel Le Poème électronique van Edgar Varèse te horen was.

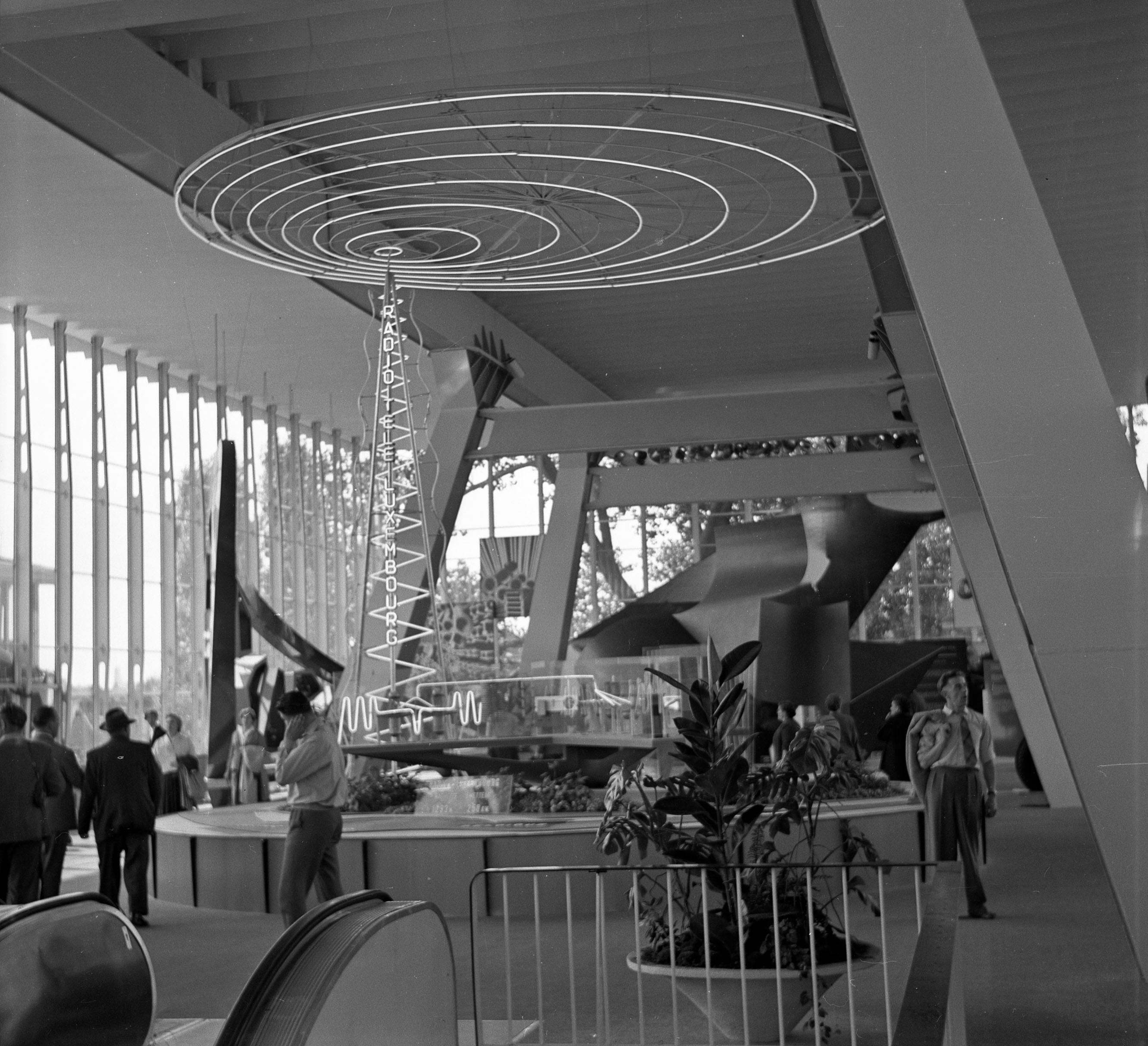
Interieur van het Luxemburgse paviljoen
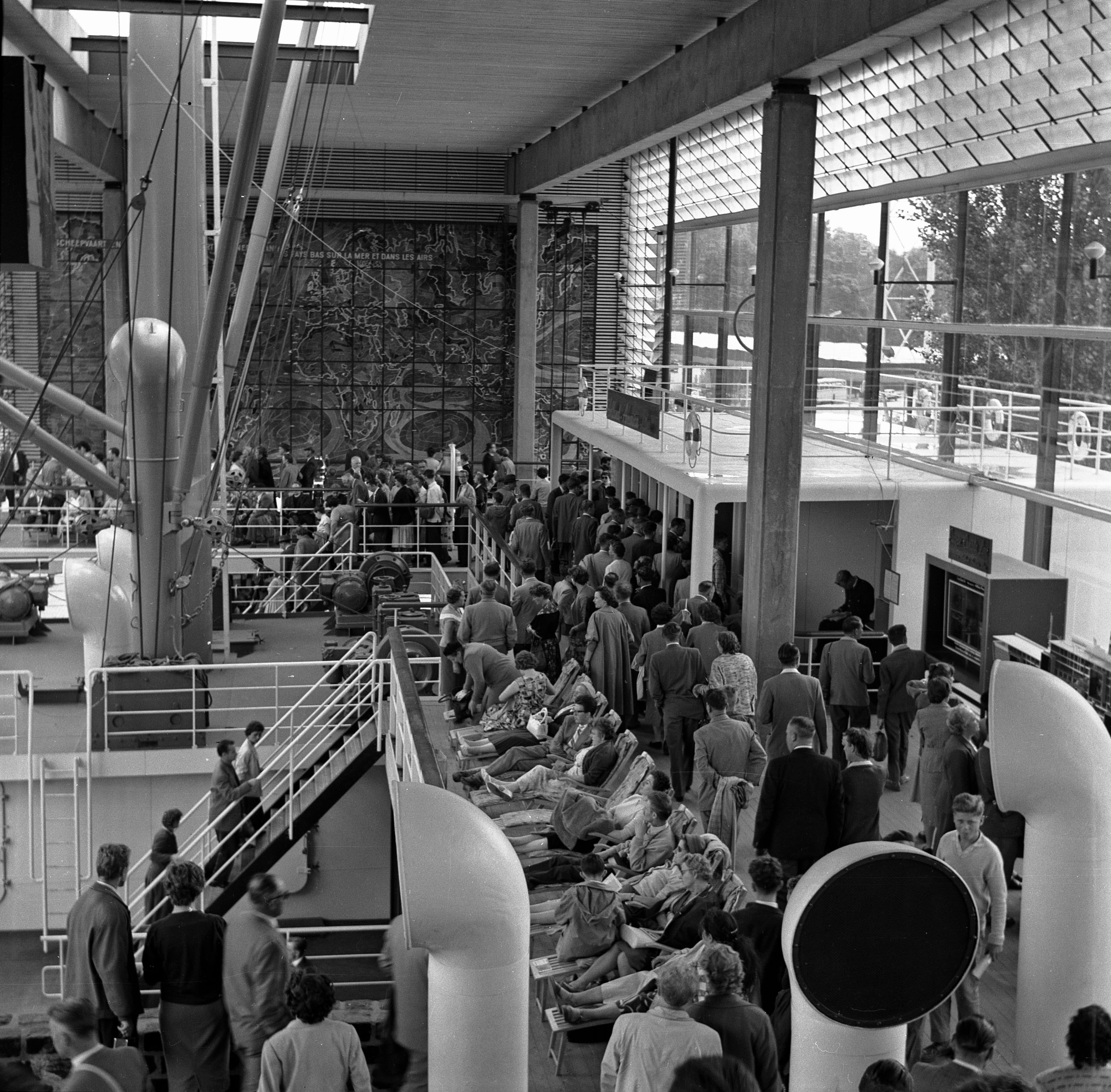
Interieur van het Nederlandse paviljoen
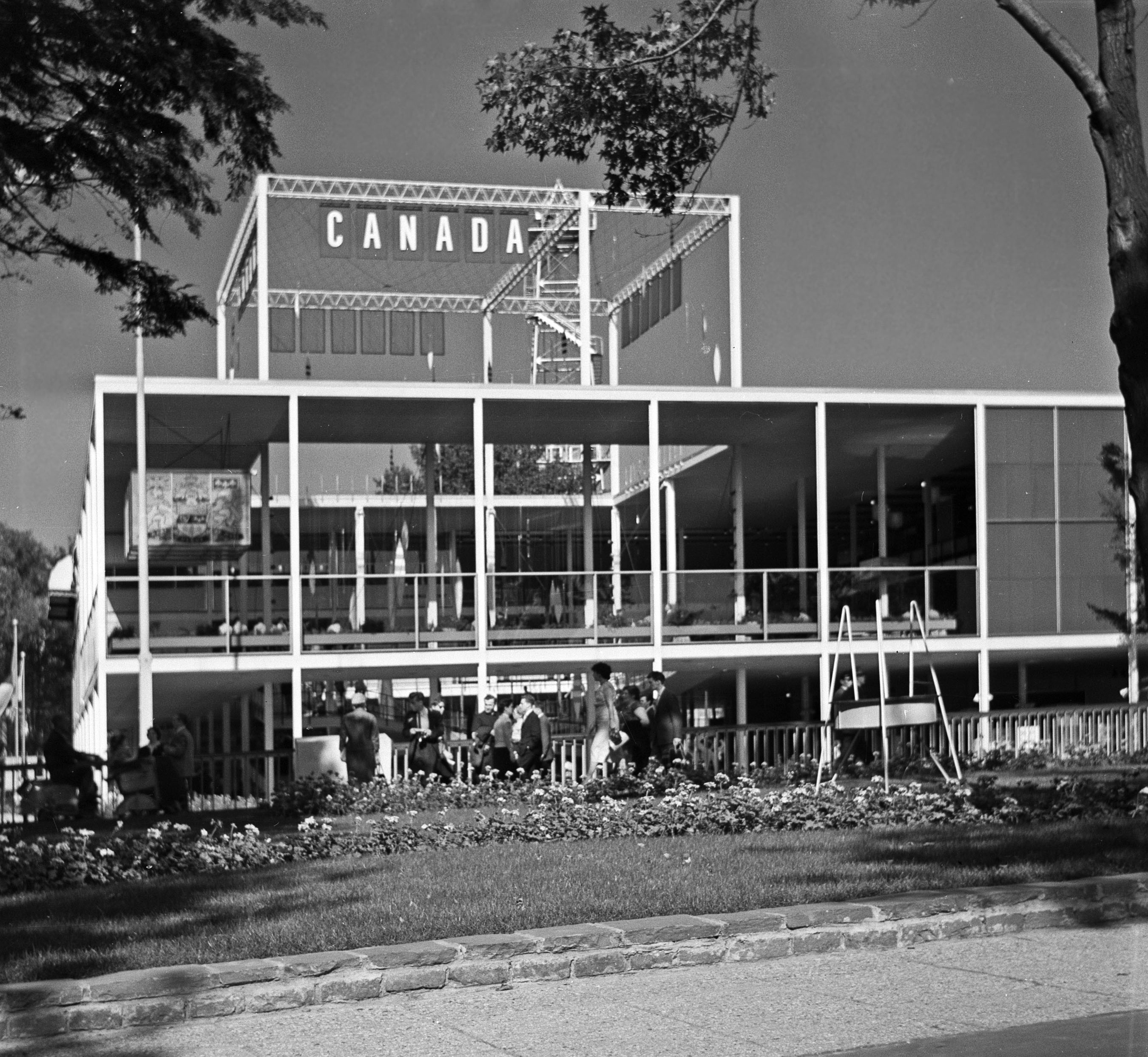
Canadees paviljoen
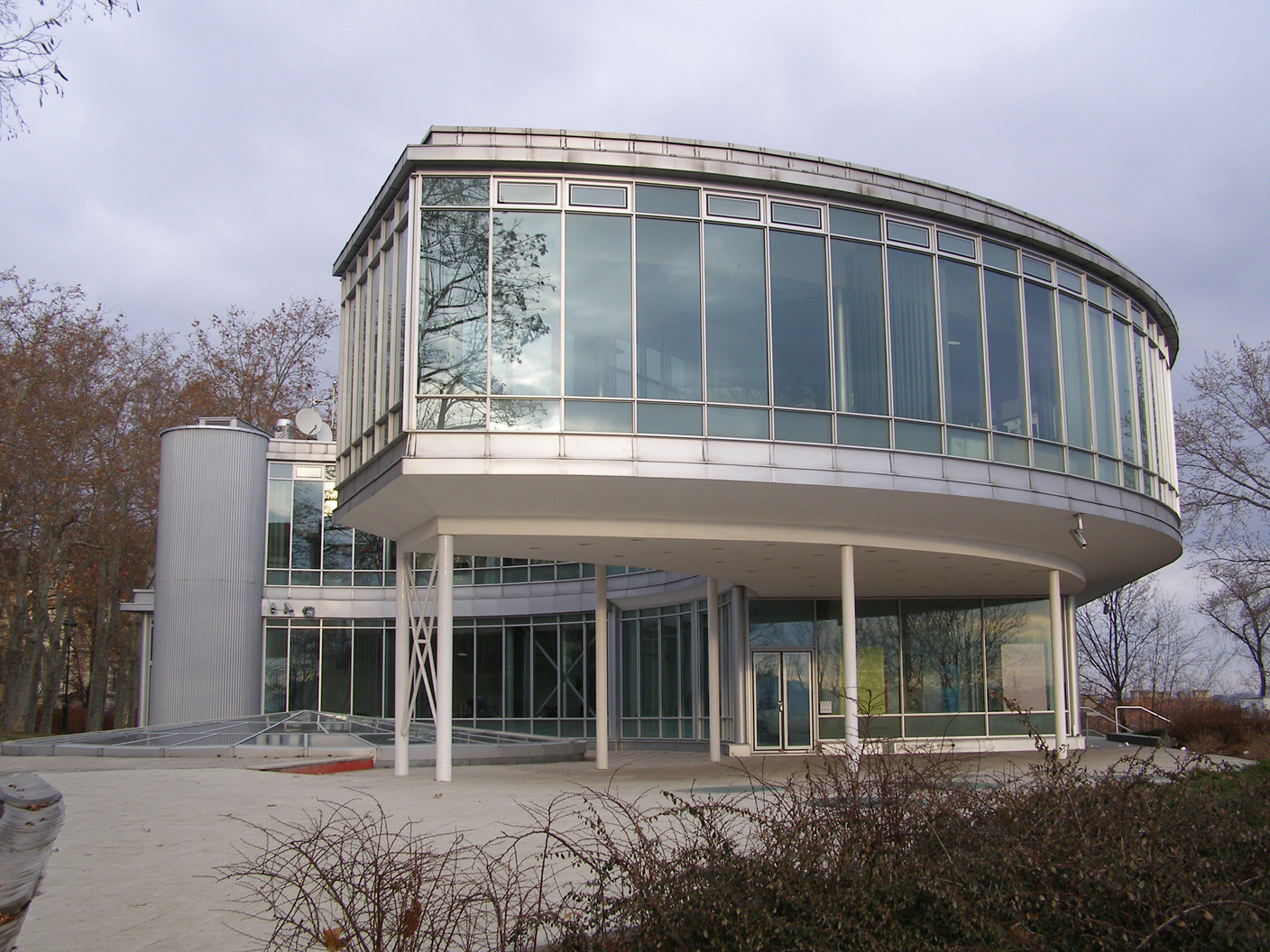
Tsjechoslowaaks paviljoen
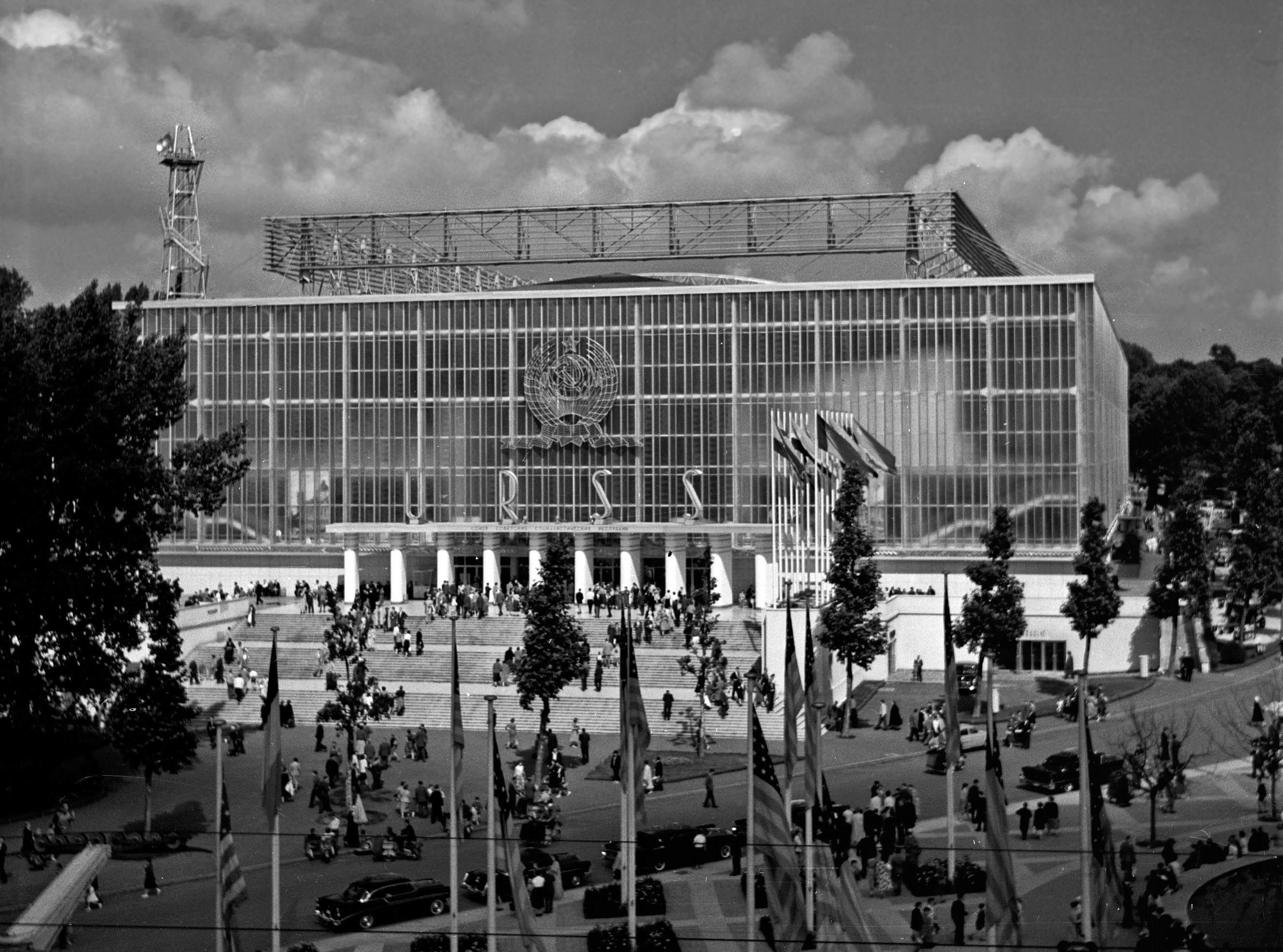
Sovjetpaviljoen
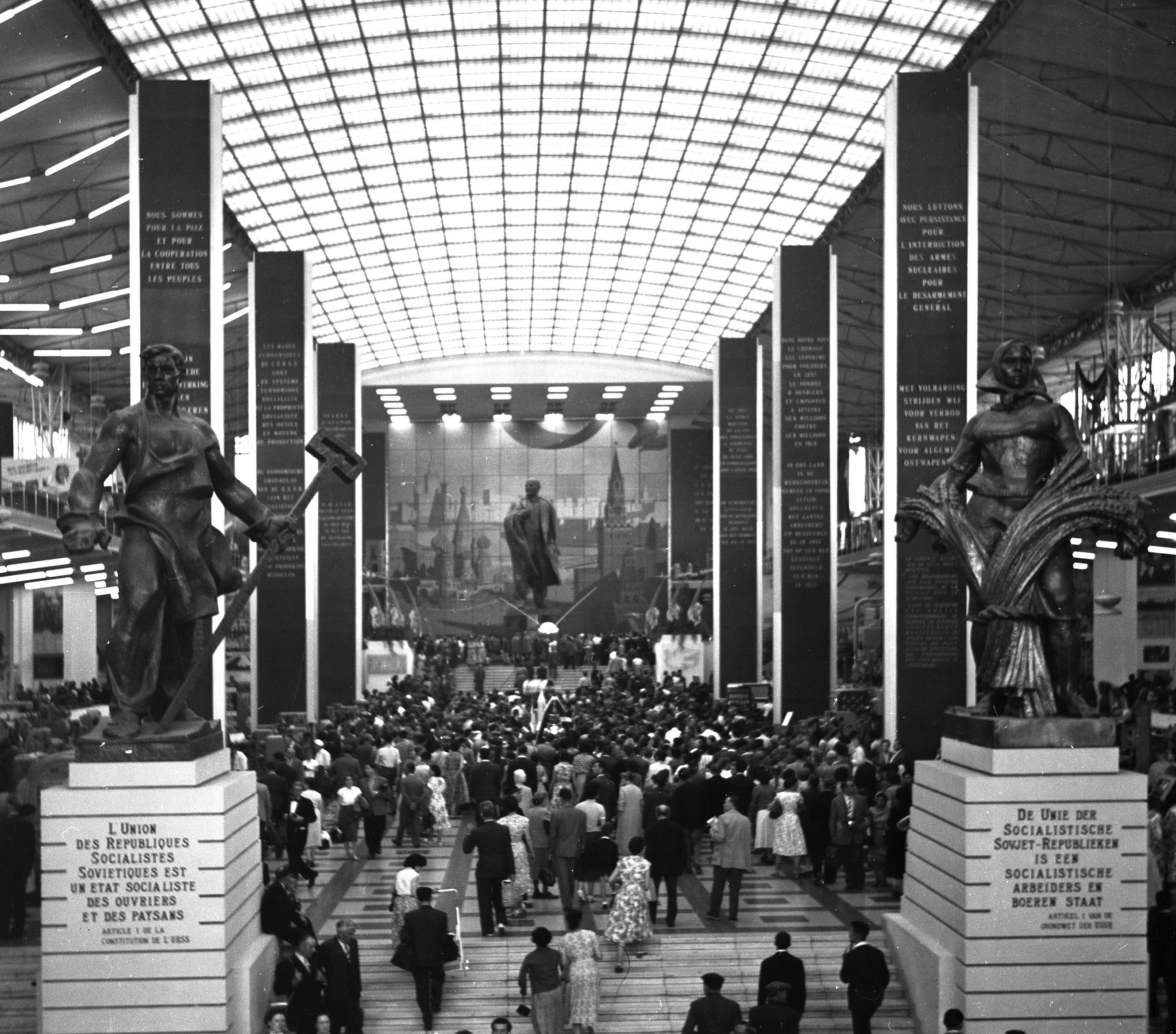
Interieur van het Sovjetpaviljoen
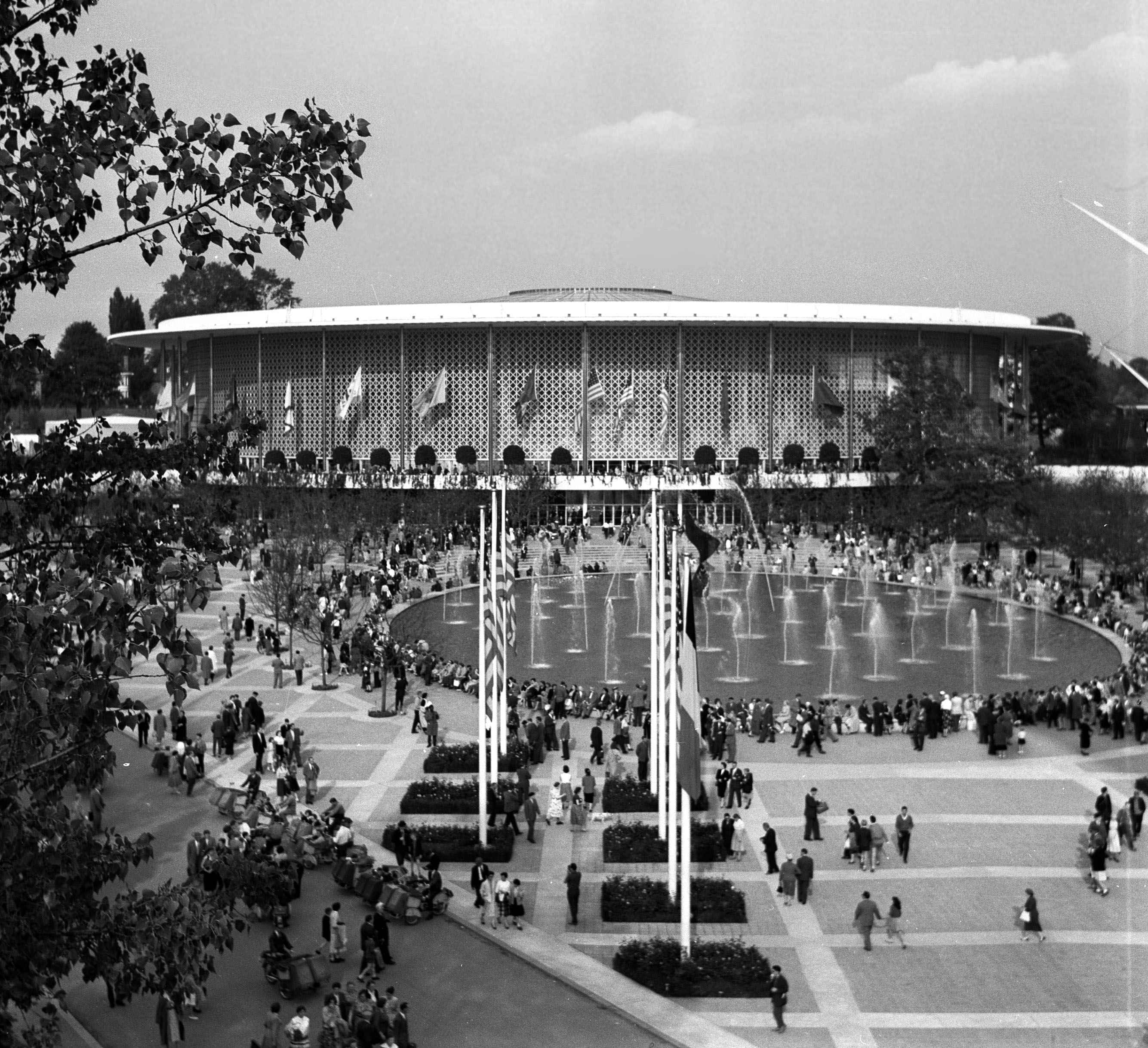
Amerikaans paviljoen
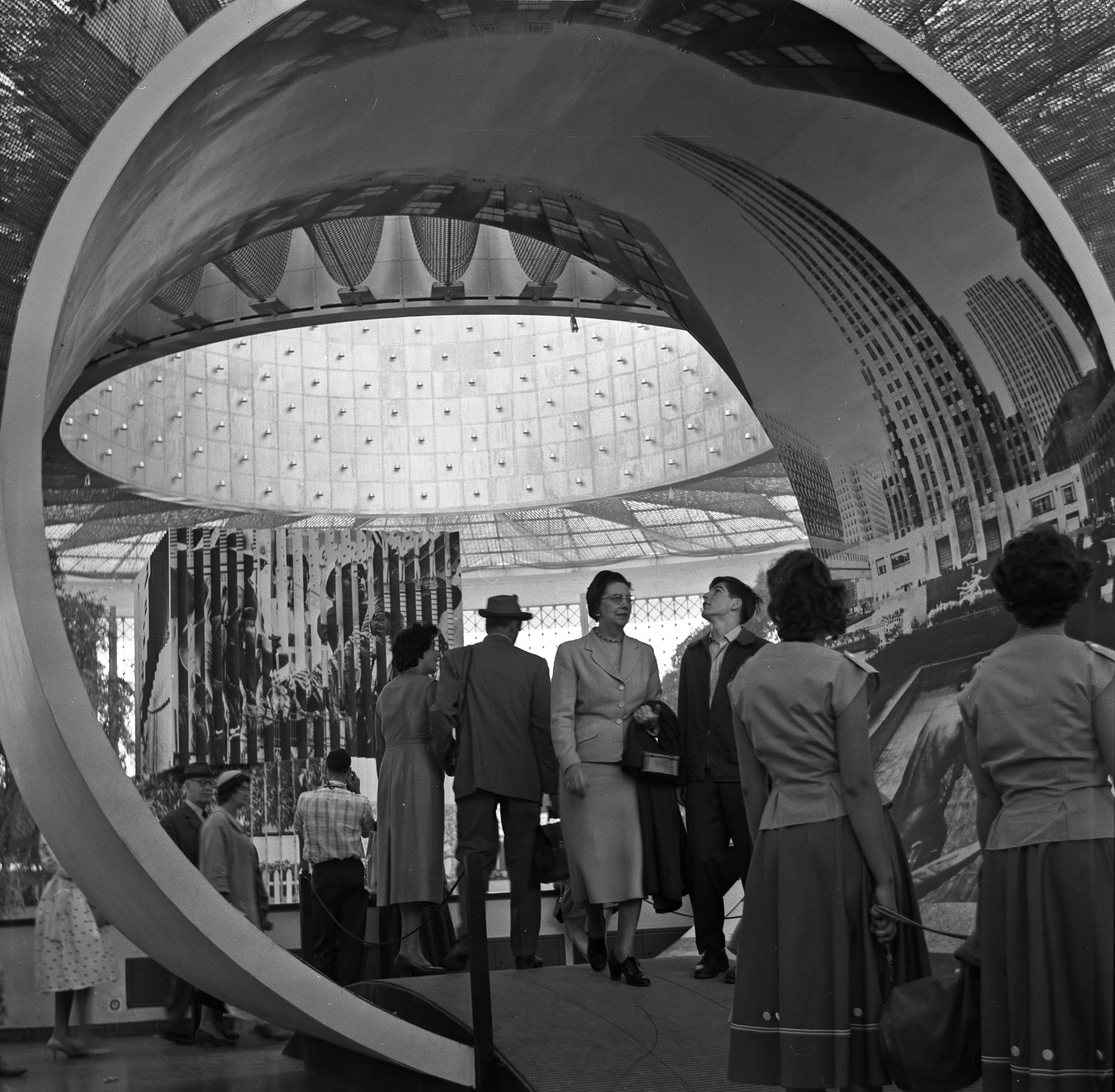
Interieur van het Amerikaanse paviljoen
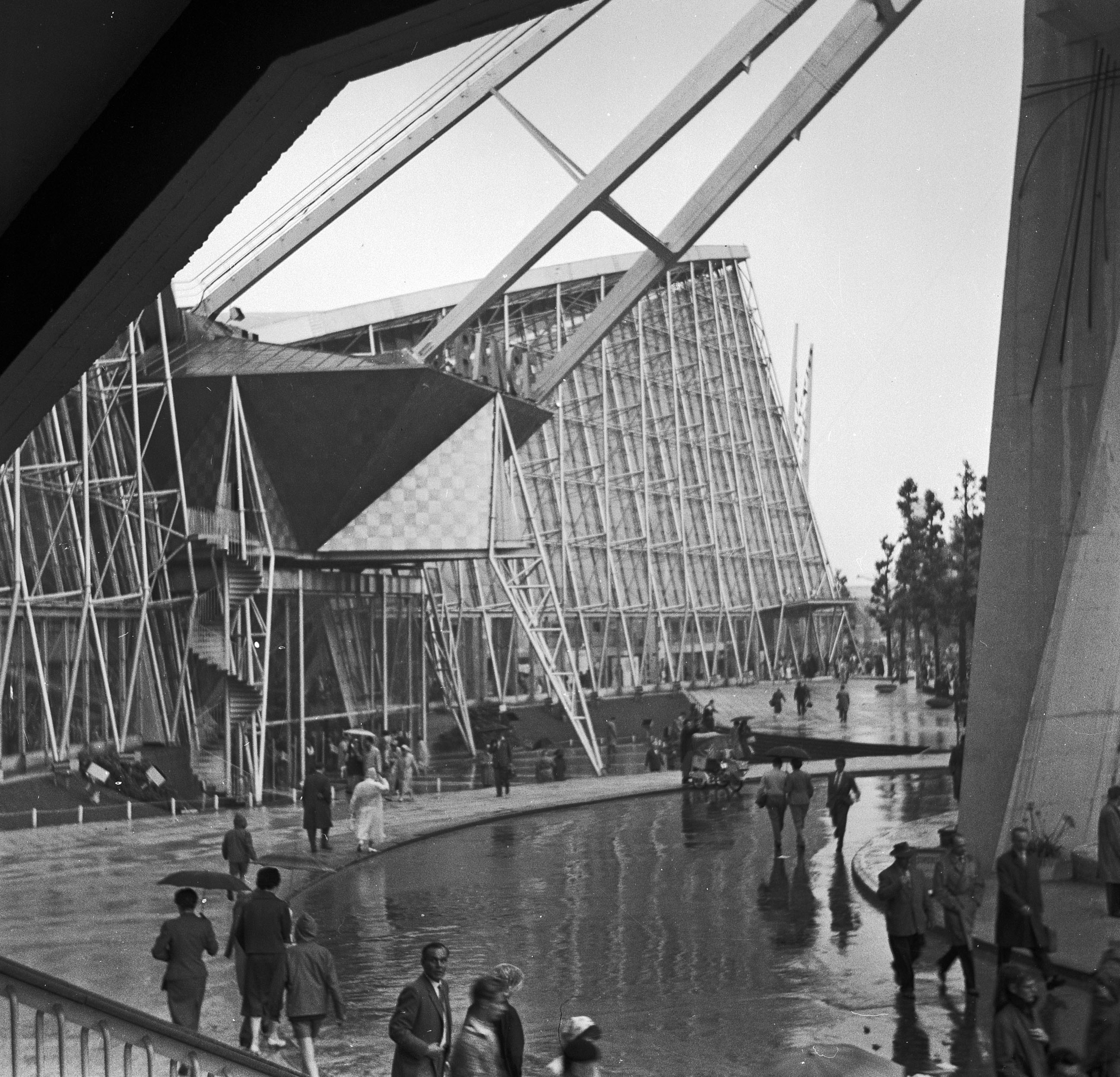
Frans paviljoen
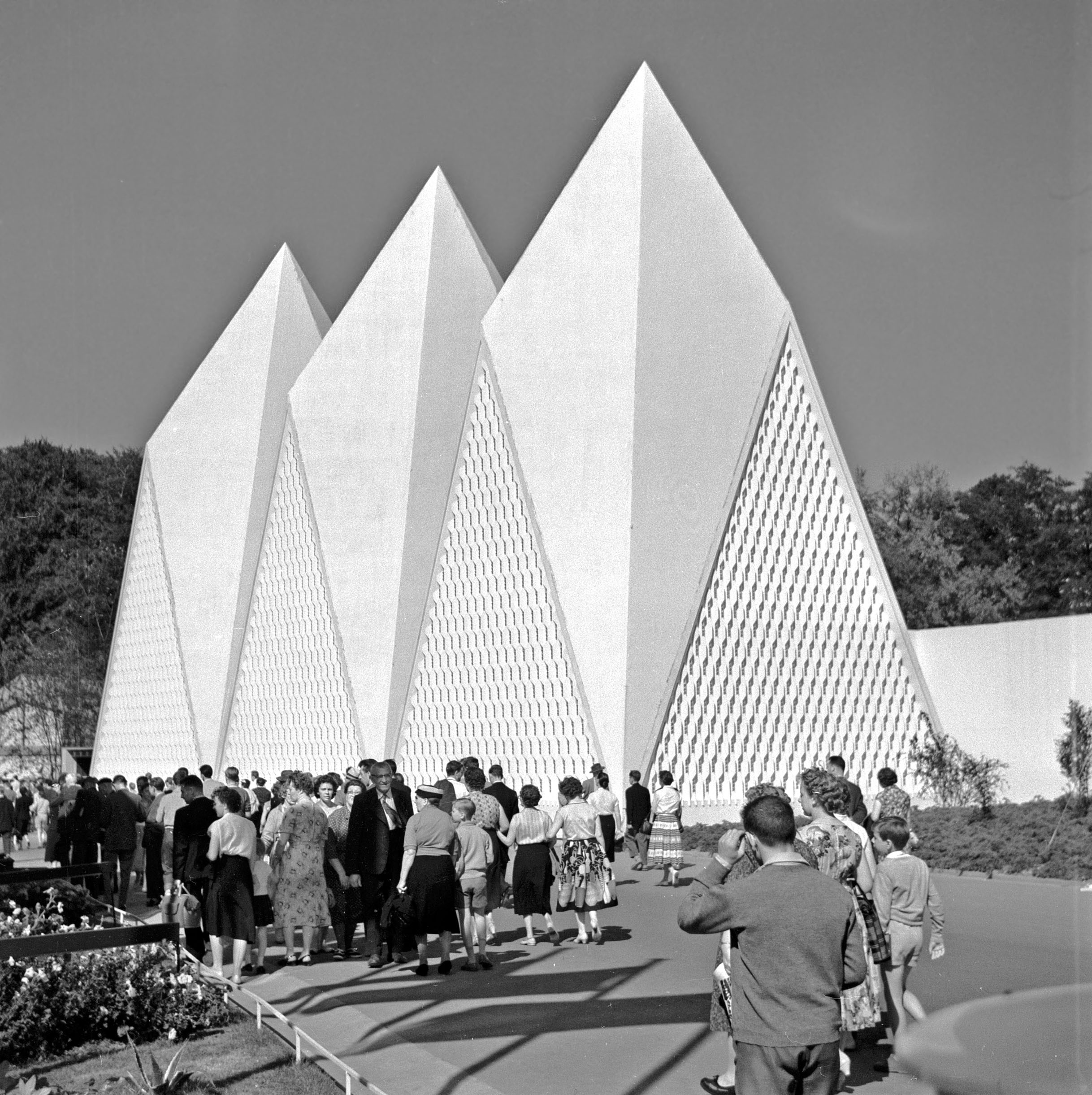
Brits paviljoen
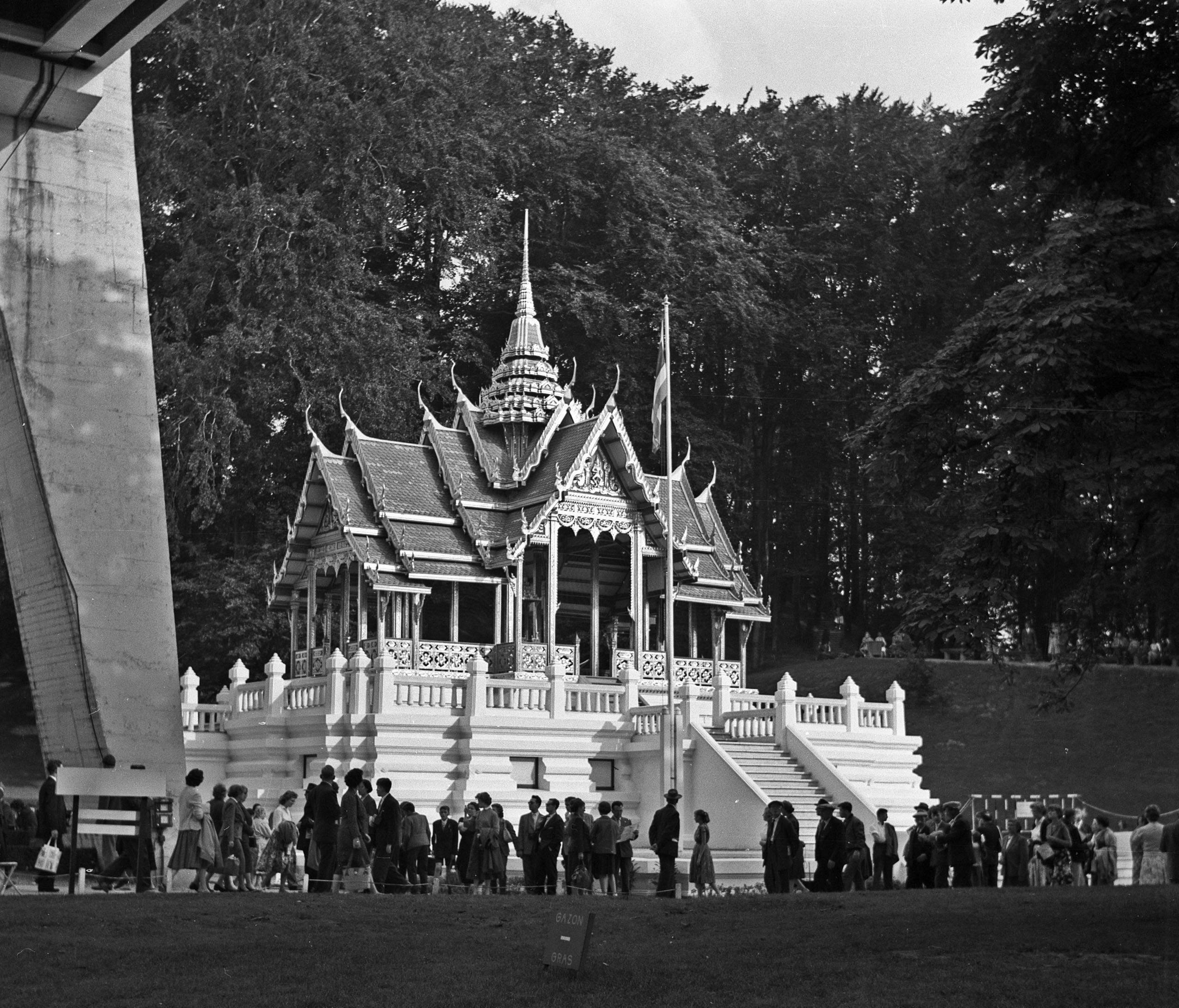
Thais paviljoen
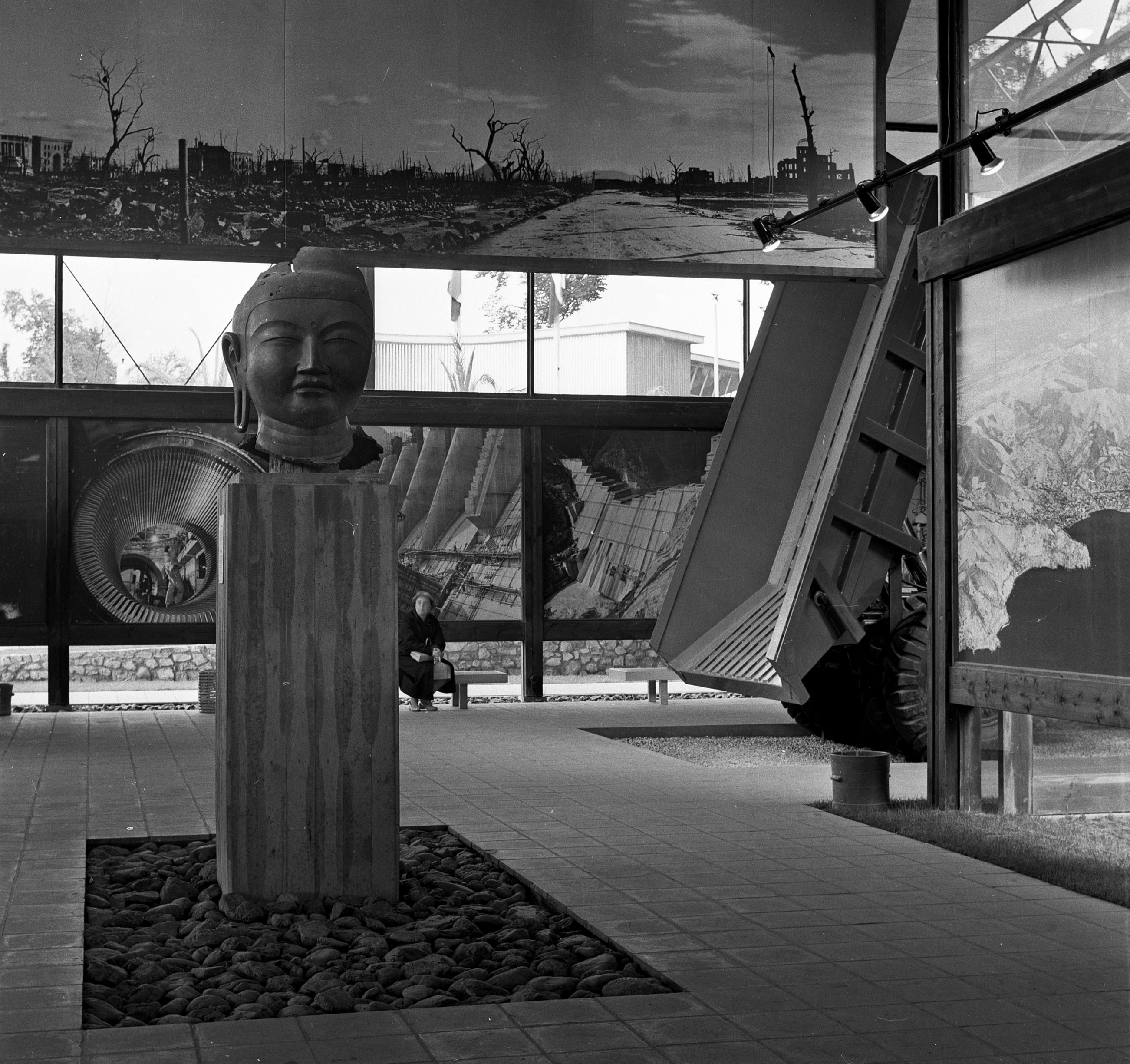
Interieur van het Japanse paviljoen
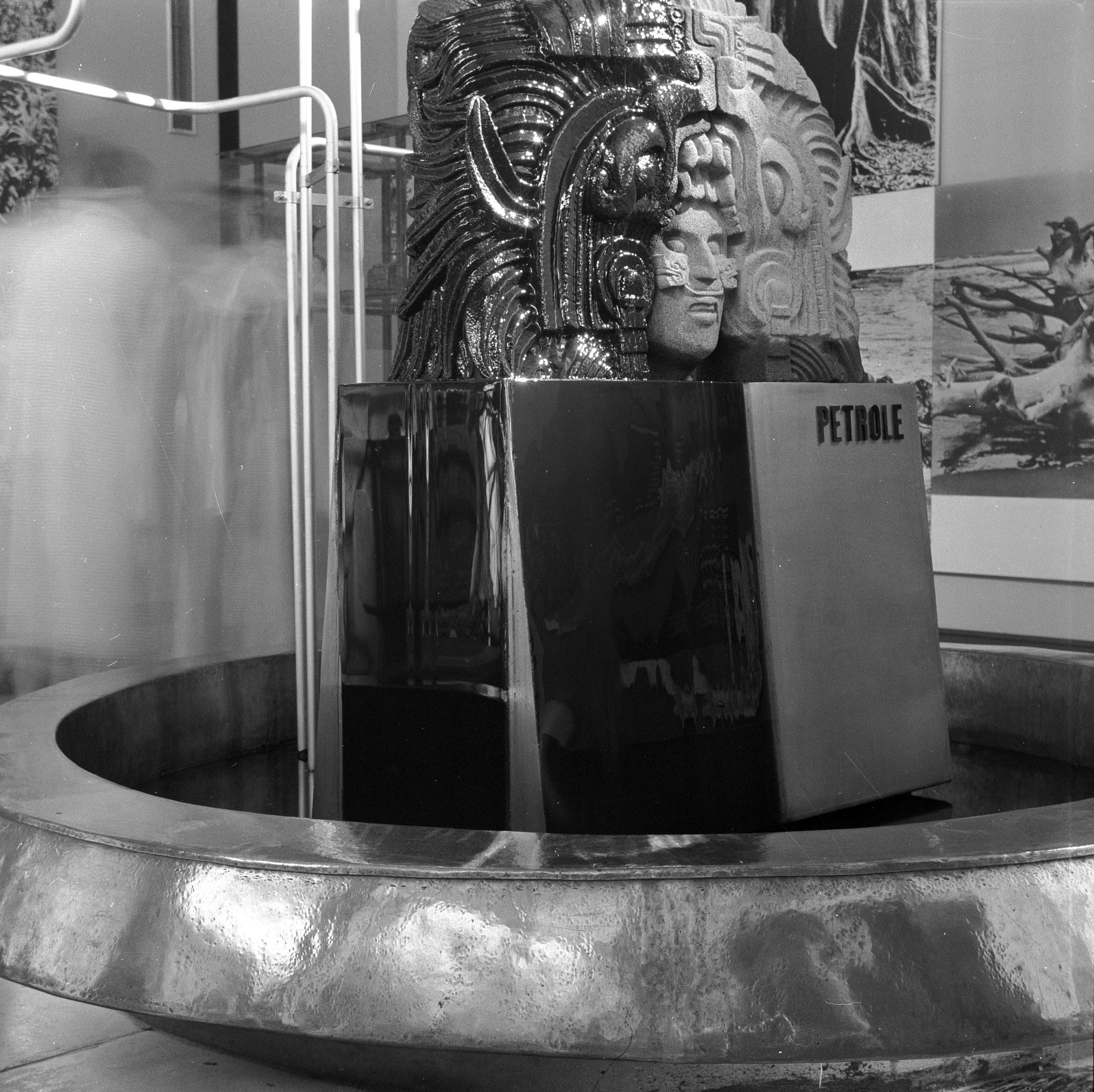
Interieur van het Venezolaanse paviljoen
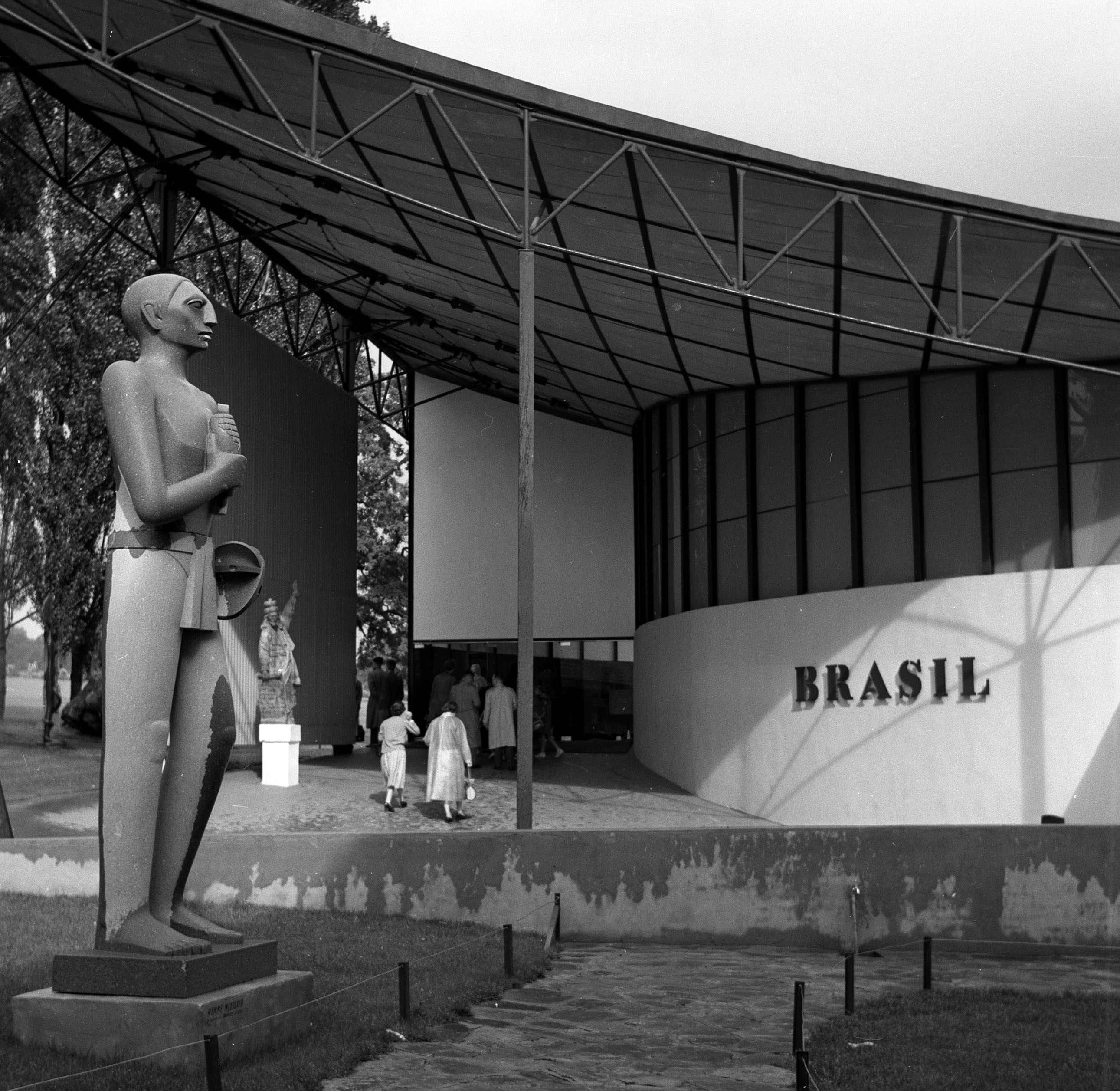
Braziliaans paviljoen

## Nieuwe producten

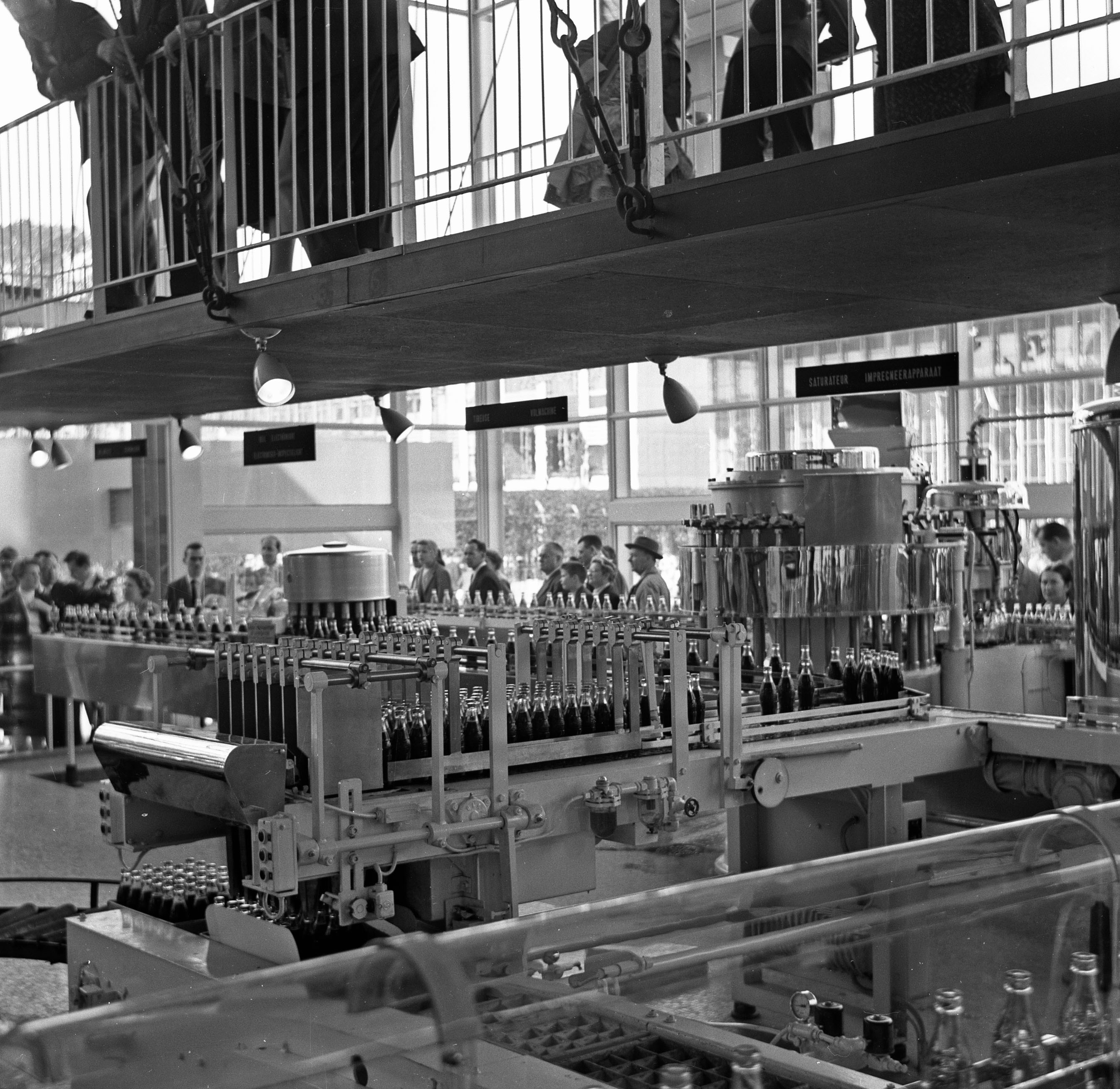
Coca-Cola-paviljoen

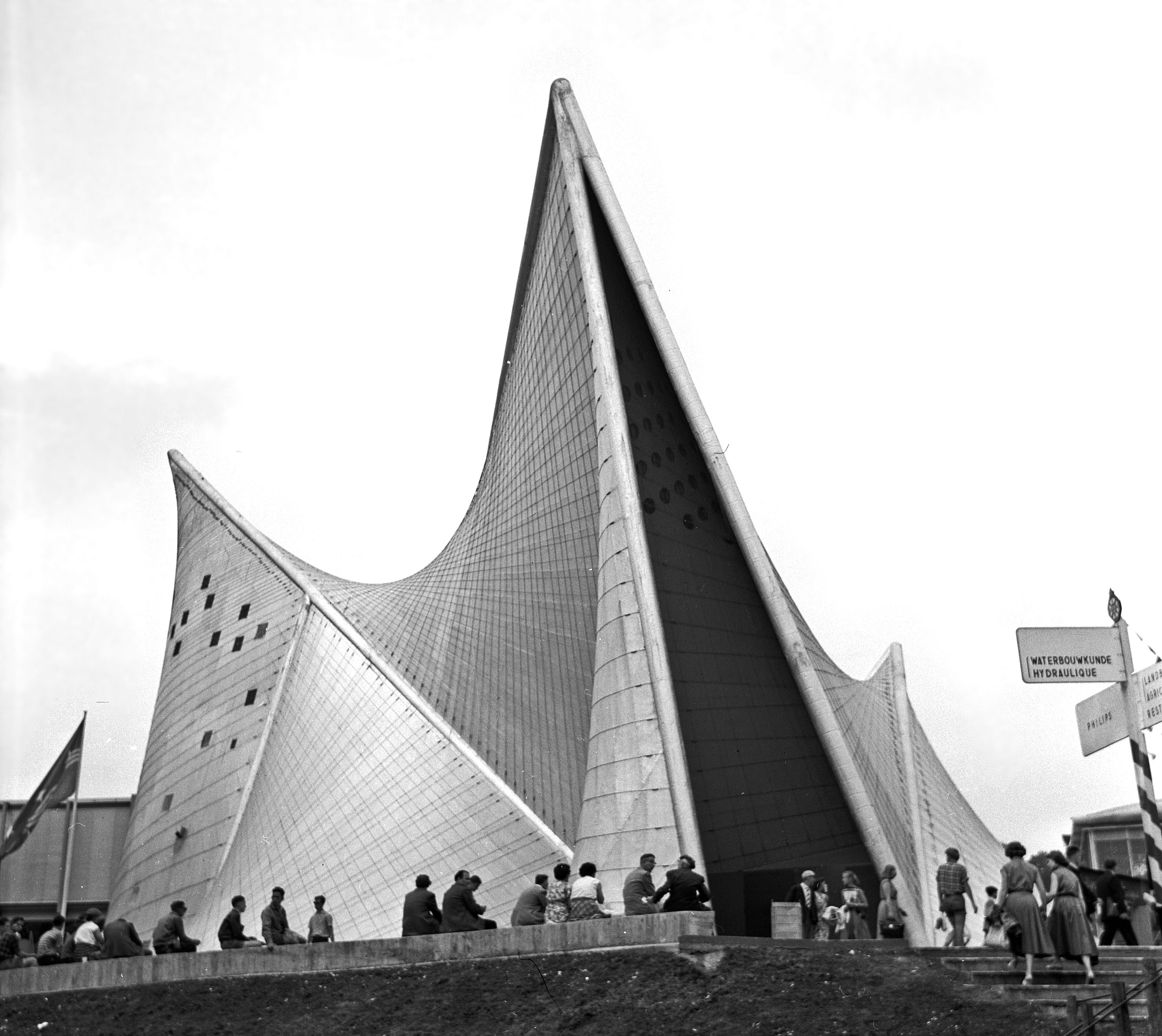
Philips-paviljoen

Tijdens de Expo werden heel wat nieuwe producten voorgesteld. Veel van deze producten worden nog steeds gebruikt. Ook enkele voedingsproducten hadden hun primeur.
Zo bracht Côte d'Or een nieuw chocoladeproduct uit onder de naam "Dessert 58". Deze chocolade was gevuld met praliné. Chocolade Jacques haalde een hele chocoladeproductielijn naar de expo. Via een wandelbrug door het paviljoen kon het volledige productieproces gevolgd worden. Het paviljoen verhuisde na afloop naar Diest waar het aan de stadsrand als stedelijk zwembad werd ingericht.
Ook softijs leerde men in België tijdens de Expo 58 kennen. En een nog unieker ijsje kwam tevoorschijn in de vorm van drie kleuren en smaken, tussen twee wafeltjes. Met enige verbeelding stelden de drie kleuren de Belgische vlag voor (bruin, wit en roze voor het zwart, geel en rood). Dergelijke fabrikanten kregen een hele sectie, gelegen langs de huidige Madridlaan tussen de Esplanade en de Atomiumweg, toegewezen op de Expo, hoewel Philips bij het Nederlandse paviljoen stond. Grote merknamen bouwden hun eigen paviljoen: Philips (het Philipspaviljoen), IBM, Coca-Cola, Solvay, Cote d'Or en Kodak.

## Transport
- Omwille van de verwachte toestroom van bezoekers wilde SABENA tijdelijk de capaciteit vergroten, en huurde daarom twee Lockheed Constellation-toestellen.
- Om dezelfde reden werd beslist tot het bouwen van een nieuwe terminal op de nationale luchthaven van Melsbroek; deze kwam aan de westzijde van de luchthaven, op het grondgebied van de gemeente Zaventem, die sedertdien haar naam geeft aan de luchthaven. Zeer vernieuwend voor die tijd was het station in de luchthaven dat een rechtstreekse treindienst mogelijk maakte naar het stadscentrum, ofschoon niet naar de wereldtentoonstelling.
- Diverse tramlijnen werden aangelegd naar het Heizelterrein, sommige zijn nog steeds in dienst.

## Verwijzingen naar Expo 58 in de media
- Na de Expo verschenen er meerdere gedenkboeken onder de titel Tentoonstelling te Brussel 1958, elk met een thema, zoals: De wetenschappen, Cultuur en De buitenlandse en Belgische inzendingen.
- In het Suske en Wiskeverhaal De zwarte zwaan (1958) werkt tante Sidonia als gids op de wereldtentoonstelling in Brussel.
- In het Neroalbum De Pax-Apostel (1958) trekt Nero met een grammofoonplaat die de mensen vredelievend moet maken naar Expo 58. Hij klimt daarbij op de Pijl van de burgerlijke bouwkunde.[7]
- Expo 58, en met name het Atomium, zijn het onderwerp van het Suske en Wiske-verhaal Het machtige monument (2008). Het album is geschreven ter ere van het vijftigjarig bestaan.
- Het Blake en Mortimer dubbelverhaal De sarcofagen van het 6de continent (2002-2003) speelt zich voor een groot deel af op het terrein van Expo 58. Enkele bekende paviljoenen worden in beeld gebracht.

## Historische fictie
- Jonathan Coe, Expo 58, 2013, ISBN 9780670923717
- Alain Berenboom, Expo 58, l'espion perd la boule. Une nouvelle enquête de Michel Van Loo, détective privé, 2018, ISBN 9791094689134